# Вспоминая Леонарда Нимоя
«Вспоминая Леонарда Нимоя» (англ. Remembering Leonard Nimoy) — американский биографический документальный фильм 2017 года о Леонарде Нимое и его борьбе с хронической обструктивной болезнью лёгких. Он был спродюсирован и снят его дочерью и зятем Джули Нимой и Дэвидом Найтом.

## Синопсис
Фильм фокусируется на жизни и карьере актёра Леонарда Нимоя и его борьбе с хронической обструктивной болезнью лёгких (ХОБЛ), а также его пожеланиям повышения осведомленности и предотвращения болезни. В фильме, рассказанном его дочерью Джули с закадровым голосом актёра из «Звёздного пути» Джона де Ланси, представлены интервью с ближайшими родственниками Нимоя, его личным врачом и частной медсестрой, а также экспертами по заболеваниям лёгких.

## Производство
Во время выступления на Piers Morgan Live в январе 2014 года Леонард Нимой сообщил, что страдает хронической обструктивной болезнью лёгких. После этого он стал защитником и активистом по повышению осведомленности о ХОБЛ и писал в социальных медиа об опасностях курения. Его дочь Джули Нимой сотрудничала с его зятем, режиссёром Дэвидом Найтом, в создании документального фильма, в котором рассказывается о борьбе Нимоя с болезнью. 
После смерти Нимоя в 2015 году фокус фильма был изменён, чтобы он стал воспоминанием о его жизни. При финансовой поддержке коммерческих и частных жертвователей Найт и Джули Нимой начали производство в январе 2016 года. Рабочие названия включали COPD: "Highly Illogical"— A Special Tribute to Leonard Nimoy (с англ. — «ХОБЛ: «Крайне нелогично» — Особая дань уважения Леонарду Нимою»). Первый трейлер и постер документального фильма были выпущены в феврале 2017 года.

## Выпуск
Предварительная версия фильма была показана 23 апреля 2017 года на Newport Beach Film Festival, после чего последовали вопросы и ответы с семьей Нимоя. В июне 2017 года, Американское общественное телевидение приобрело права на распространение фильма на своих филиалах PBS по всей стране.